# 29 juin 2008
Le dimanche 29 juin 2008 est le 181e jour de l'année 2008.

## Décès
- Don S. Davis (né le 4 août 1942), acteur américain
- Franco Prete (né le 20 mai 1933), écrivain et poète italien
- Mohamed Laradji (né le 25 décembre 1925), personnalité politique française

### Personnage de fiction
- George Hammond (né en 1942), personnage de Stargate

## Événements
- élections législatives mongoles de 2008
- Sortie de la chanson All I Ever Wanted
- Finale du championnat d'Europe de football 2008
- Sortie de la chanson Manopiano